# Cerejais
Cerejais é uma povoação portuguesa sede da Freguesia de Cerejais do Município de Alfândega da Fé, Distrito de Bragança, com 17,0 km² de área e 160 habitantes (censo de 2021), tendo, por isso, uma densidade populacional de 9,4 hab./km².
Situada num planalto, sobranceiro ao rio Sabor, da freguesia é possível avistar diversas povoações do município de Alfândega da Fé e até de municípios vizinhos. É local obrigatório para os visitantes da Rota das Amendoeiras em Flor. Festeja, normalmente no último fim-de-semana de julho, o mártir São Sebastião a quem dedica as festividades anuais da aldeia e uma procissão.
Nesta aldeia transmontana situa-se o Santuário do Imaculado Coração de Maria.

## Toponímia
O topónimo é conhecido desde o século IX, com as variantes Ceresales, Cersares e Cersales, que aparecem registadas na Portugaliae Monumenta Historica, surge associado a uma das principais produções do município: a cereja. De facto, a origem do nome está relacionada com a existência de uma grande quantidade de cerejais ou de cerdeiros.

## Demografia
A população registada nos censos foi:
| Distribuição da População por Grupos Etários | Distribuição da População por Grupos Etários | Distribuição da População por Grupos Etários | Distribuição da População por Grupos Etários | Distribuição da População por Grupos Etários |
| -------------------------------------------- | -------------------------------------------- | -------------------------------------------- | -------------------------------------------- | -------------------------------------------- |
| Ano                                          | 0-14 Anos                                    | 15-24 Anos                                   | 25-64 Anos                                   | > 65 Anos                                    |
| 2001                                         | 28                                           | 36                                           | 101                                          | 82                                           |
| 2011                                         | 8                                            | 14                                           | 85                                           | 95                                           |
| 2021                                         | 2                                            | 6                                            | 49                                           | 103                                          |

## Santuário do Imaculado Coração de Maria

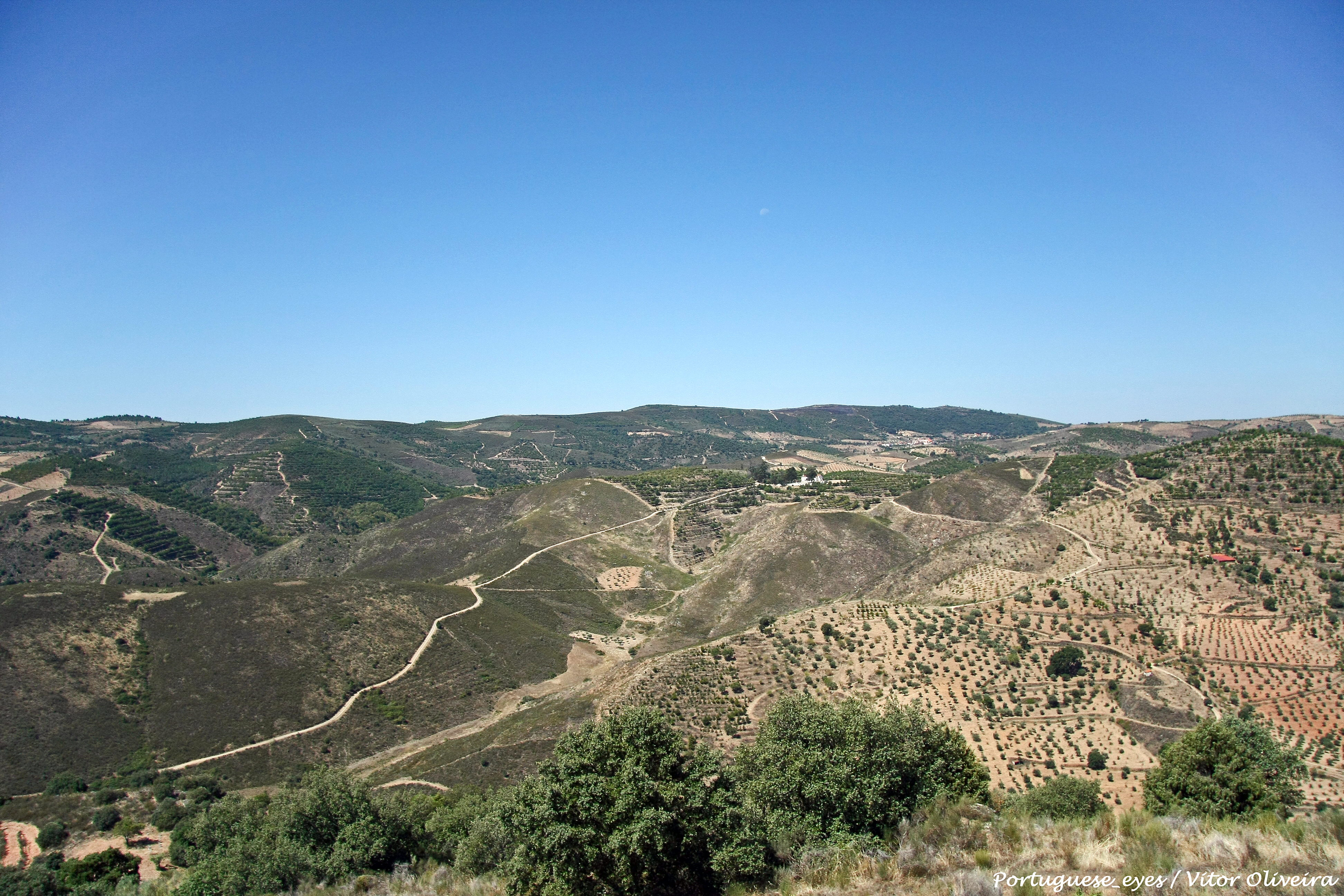
Vista dos arredores de Cerejais

Começou a ser construído em 1961, depois da vontade do fundador, o Cónego Manuel Joaquim Ochôa, em erigir na sua aldeia natal uma réplica de Fátima. Com uma arquitectura contemporânea, destaca-se pela ligação a Fátima: a principal imagem de culto veio de lá, o espaço tem uma cruz comemorativa dos 70 anos das aparições e uma representação da loca (sítio onde os três pastorinhos receberam duas das três visitas do anjo) semelhante à que existe naquela cidade. O ponto alto são as celebrações em honra de Nossa Senhora de Fátima, no último domingo de maio, que reúne um grande número de fiéis.

## Política
O atual presidente da Junta de Freguesia é Virgílio Amaro, eleito pelo Partido Socialista nas Eleições Autárquicas de 2021.